# Dieden, Demen en Langel

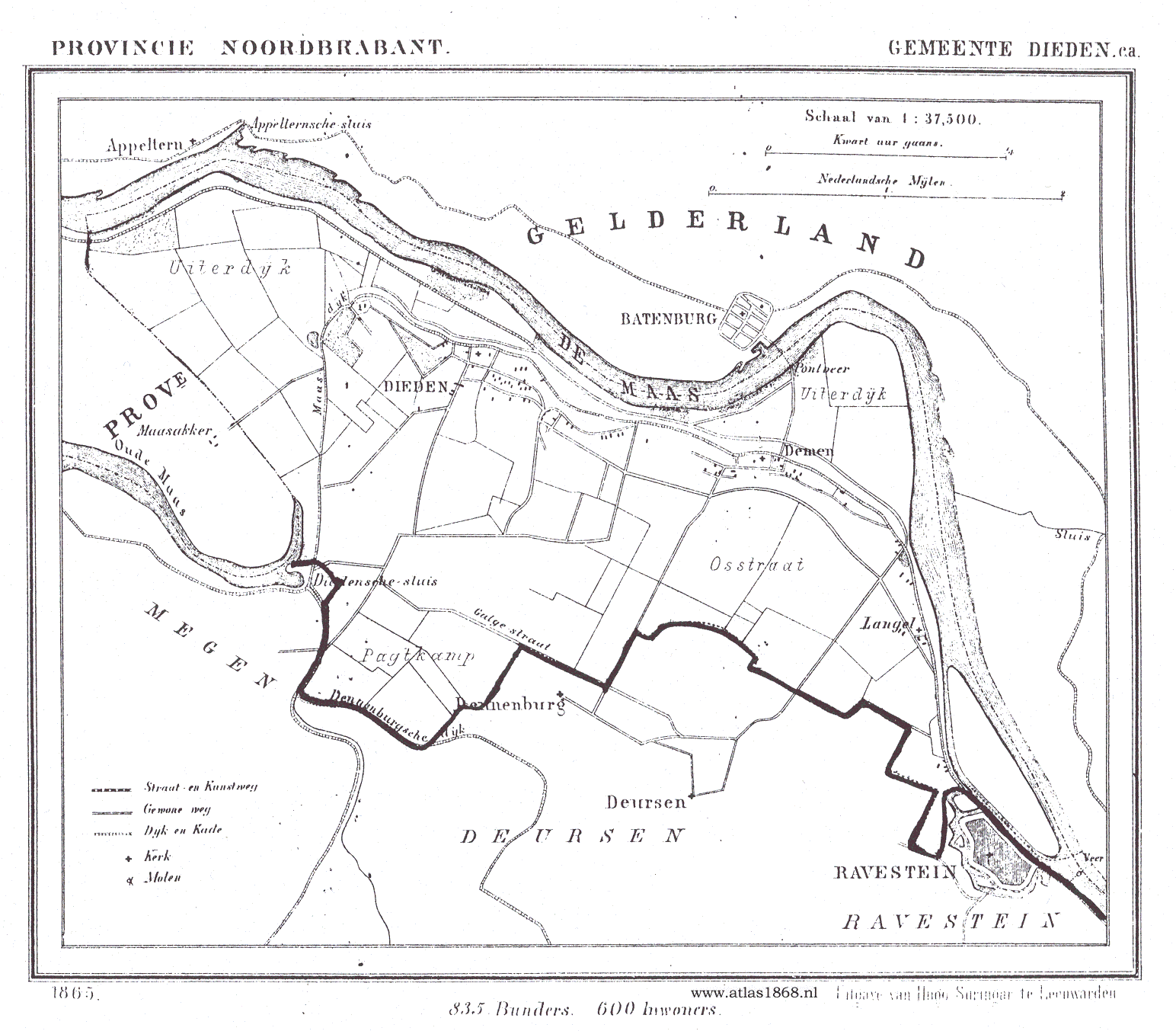
Oude landkaart van Dieden, Demen en Langel.

wapen van de voormalige gemeente

Dieden, Demen en Langel is een voormalige gemeente in Noord-Brabant. De ondergrond van de gemeente was voornamelijk rivierklei. De gemeente is in 1810 ontstaan door een fusie tussen de gemeenten Dieden en Demen en Langel.
Dieden, Demen en Langel bestond uit drie dorpen. Dieden was het grootste dorp van de drie. Verder waren ook nog de plaatsen Demen en Langel. In de volksmond werd Langel echter Neerlangel genoemd. Dit is thans de officiële naam van het dorp.
De drie dorpen liggen aan de rivierdijk. In 1923 is de gemeente opgegaan in de gemeente Ravenstein.